# Brown Mountain (North Carolina)
Brown Mountain er en lav bjergryg, ca. 2,4 km lang i Blue Ridge Mountains i det østlige USA. Bjergryggen ligger i Pisgah National Forest, nær byen Morganton på grænsen mellem Burke County  og Caldwell County i  North Carolina.
Bjergryggens største højde er kun 696 m.o. h. På bjergryggen findes en offroad rute og nogle vandrestier, men ellers er den ikke særligt bemærkelsesværdig hvis det ikke havde været for de mystiske lys, der af og til ses på og over bjergryggen. 

## Mystiske lys
I hvert fald siden 1913 har der været rapporteret om mystiske lys på og ved Brown Mountain. United States Geological Survey har gennemført to undersøgelser af lysene, og der har været foretaget mange andre undersøgelser. Endnu har ingen givet en holdbar videnskabelig forklaring, selv om mange teorier  har været fremsat.